# Interlands Portugees voetbalelftal 1960-1969
Deze pagina toont een chronologisch en gedetailleerd overzicht van de interlands die het Portugees voetbalelftal heeft gespeeld in de periode 1960 – 1969.

## Interlands

### 1960
|                                                                       |                         |       |                  |                                                                                   |
| 8 mei EK 1960 kwalificatie № 106 «onderlinge duels» 17:00 uur (UTC+1) | Portugal                | 2 – 1 | Joegoslavië      | Estádio Nacional, Oeiras Toeschouwers: 39.978 Scheidsrechter: José Barberan (FRA) |
| 8 mei EK 1960 kwalificatie № 106 «onderlinge duels» 17:00 uur (UTC+1) | Santana 29' Matateu 69' |       | 81' Boris Kostić | Estádio Nacional, Oeiras Toeschouwers: 39.978 Scheidsrechter: José Barberan (FRA) |

|                                                                        |                                                                                  |       |                     |                                                                              |
| 22 mei EK 1960 kwalificatie № 107 «onderlinge duels» 17:45 uur (UTC+1) | Joegoslavië                                                                      | 5 – 1 | Portugal            | JNA Stadion, Belgrado Toeschouwers: 43.000 Scheidsrechter: Josef Stoll (AUT) |
| 22 mei EK 1960 kwalificatie № 107 «onderlinge duels» 17:45 uur (UTC+1) | Dragoslav Šekularac 8' Zvezdan Čebinac 44' Boris Kostić 50', 80' Milan Galić 68' |       | 29' Domiciano Cavém | JNA Stadion, Belgrado Toeschouwers: 43.000 Scheidsrechter: Josef Stoll (AUT) |

### 1961
|                                                                        |                                                                                |       |           |                                                                                            |
| 19 maart WK 1962 kwalificatie № 108 «onderlinge duels» 16:00 uur (UTC) | Portugal                                                                       | 6 – 0 | Luxemburg | Estádio Nacional do Jamor, Oeiras Toeschouwers: 17.000 Scheidsrechter: Daniel Mellet (SUI) |
| 19 maart WK 1962 kwalificatie № 108 «onderlinge duels» 16:00 uur (UTC) | José Águas 32' Yaúca 49', 53', 61' Fernand Brosius 83' (e.d.) Mário Coluna 85' |       |           | Estádio Nacional do Jamor, Oeiras Toeschouwers: 17.000 Scheidsrechter: Daniel Mellet (SUI) |

|                                                                        |                |       |                 |                                                                                             |
| 21 mei WK 1962 kwalificatie № 109 «onderlinge duels» 16:00 uur (UTC+1) | Portugal       | 1 – 1 | Engeland        | Estádio Nacional do Jamor, Oeiras Toeschouwers: 42.581 Scheidsrechter: Pietro Bonetto (ITA) |
| 21 mei WK 1962 kwalificatie № 109 «onderlinge duels» 16:00 uur (UTC+1) | José Águas 59' |       | 82' Ron Flowers | Estádio Nacional do Jamor, Oeiras Toeschouwers: 42.581 Scheidsrechter: Pietro Bonetto (ITA) |

|                                                   |          |                                      |            |                                                                                                   |
| 4 juni Vriendschappelijk № 110 «onderlinge duels» | Portugal | 0 – 2                                | Argentinië | Estádio Nacional do Jamor, Oeiras Toeschouwers: 65.000 Scheidsrechter: Manuel Asensi Martín (ESP) |
| 4 juni Vriendschappelijk № 110 «onderlinge duels» |          | 50' Martin Pando 80' José Sanfilippo |            | Estádio Nacional do Jamor, Oeiras Toeschouwers: 65.000 Scheidsrechter: Manuel Asensi Martín (ESP) |

|                                                                           |                                             |       |                       |                                                                                       |
| 8 oktober WK 1962 kwalificatie № 111 «onderlinge duels» 15:30 uur (UTC+1) | Luxemburg                                   | 4 – 2 | Portugal              | Stade Municipal, Luxemburg Toeschouwers: 5.229 Scheidsrechter: Kurt Tschenscher (FRG) |
| 8 oktober WK 1962 kwalificatie № 111 «onderlinge duels» 15:30 uur (UTC+1) | Ady Schmit 27', 53', 56' Nicky Hoffmann 84' |       | 82' Eusébio 89' Yaúca | Stade Municipal, Luxemburg Toeschouwers: 5.229 Scheidsrechter: Kurt Tschenscher (FRG) |

|                                                                            |                                 |       |          |                                                                                 |
| 25 oktober WK 1962 kwalificatie № 112 «onderlinge duels» 14:30 uur (UTC+1) | Engeland                        | 2 – 0 | Portugal | Wembley Stadium, Londen Toeschouwers: 100.000 Scheidsrechter: Marcel Bois (FRA) |
| 25 oktober WK 1962 kwalificatie № 112 «onderlinge duels» 14:30 uur (UTC+1) | John Connelly 5' Ray Pointer 8' |       |          | Wembley Stadium, Londen Toeschouwers: 100.000 Scheidsrechter: Marcel Bois (FRA) |

### 1962
|                                                                    |                                |       |                  |                                                                                          |
| 6 mei Vriendschappelijk № 113 «onderlinge duels» 15:20 uur (UTC−3) | Brazilië                       | 2 – 1 | Portugal         | Estádio do Pacaembu, São Paulo Toeschouwers: 52.936 Scheidsrechter: Claudio Vicuña (CHI) |
| 6 mei Vriendschappelijk № 113 «onderlinge duels» 15:20 uur (UTC−3) | Mário Zagallo 24' Zequinha 74' |       | 11' Mário Coluna | Estádio do Pacaembu, São Paulo Toeschouwers: 52.936 Scheidsrechter: Claudio Vicuña (CHI) |

|                                                                    |          |       |          |                                                                                     |
| 9 mei Vriendschappelijk № 114 «onderlinge duels» 21:30 uur (UTC−3) | Brazilië | 1 – 0 | Portugal | Maracanã, Rio de Janeiro Toeschouwers: 130.872 Scheidsrechter: Claudio Vicuña (CHI) |
| 9 mei Vriendschappelijk № 114 «onderlinge duels» 21:30 uur (UTC−3) | Pelé 56' |       |          | Maracanã, Rio de Janeiro Toeschouwers: 130.872 Scheidsrechter: Claudio Vicuña (CHI) |

|                                                                     |             |       |                                   |                                                                                             |
| 17 mei Vriendschappelijk № 115 «onderlinge duels» 21:30 uur (UTC+1) | Portugal    | 1 – 2 | België                            | Estádio José Alvalade, Lissabon Toeschouwers: 20.000 Scheidsrechter: Juan Gardeazábal (ESP) |
| 17 mei Vriendschappelijk № 115 «onderlinge duels» 21:30 uur (UTC+1) | Eusébio 51' |       | 6' Jacques Stockman 9' Jef Jurion | Estádio José Alvalade, Lissabon Toeschouwers: 20.000 Scheidsrechter: Juan Gardeazábal (ESP) |

|                                                                            |                                           |       |             |                                                                                                |
| 7 november EK 1964 kwalificatie № 116 «onderlinge duels» 15:00 uur (UTC+2) | Bulgarije                                 | 3 – 1 | Portugal    | Vasil Levski Nationaal Stadion, Sofia Toeschouwers: 31.318 Scheidsrechter: Semih Zoroğlu (TUR) |
| 7 november EK 1964 kwalificatie № 116 «onderlinge duels» 15:00 uur (UTC+2) | Georgi Asparukhov 65', 72' Todor Diev 85' |       | 49' Eusébio | Vasil Levski Nationaal Stadion, Sofia Toeschouwers: 31.318 Scheidsrechter: Semih Zoroğlu (TUR) |

|                                                                           |                                        |       |                  |                                                                                        |
| 16 december EK 1964 kwalificatie № 117 «onderlinge duels» 15:00 uur (UTC) | Portugal                               | 3 – 1 | Bulgarije        | Estádio do Restelo, Lissabon Toeschouwers: 25.836 Scheidsrechter: Henri Faucheux (FRA) |
| 16 december EK 1964 kwalificatie № 117 «onderlinge duels» 15:00 uur (UTC) | Hernâni Silva 4', 26' Mário Coluna 53' |       | 83' Hristo Iliev | Estádio do Restelo, Lissabon Toeschouwers: 25.836 Scheidsrechter: Henri Faucheux (FRA) |

### 1963
|                                                          |                       |       |          |                                                                                |
| 23 januari EK 1964 kwalificatie № 118 «onderlinge duels» | Bulgarije             | 1 – 0 | Portugal | Stadio Olimpico, Rome Toeschouwers: 2.336 Scheidsrechter: Giuseppe Adami (ITA) |
| 23 januari EK 1964 kwalificatie № 118 «onderlinge duels» | Georgi Asparukhov 86' |       |          | Stadio Olimpico, Rome Toeschouwers: 2.336 Scheidsrechter: Giuseppe Adami (ITA) |

|                                                                       |                             |       |          |                                                                                             |
| 21 april Vriendschappelijk № 119 «onderlinge duels» 16:30 uur (UTC+1) | Portugal                    | 1 – 0 | Brazilië | Estádio Nacional do Jamor, Oeiras Toeschouwers: 70.000 Scheidsrechter: Henri Faucheux (FRA) |
| 21 april Vriendschappelijk № 119 «onderlinge duels» 16:30 uur (UTC+1) | José Augusto de Almeida 72' |       |          | Estádio Nacional do Jamor, Oeiras Toeschouwers: 70.000 Scheidsrechter: Henri Faucheux (FRA) |

### 1964
|                                                                       |                                                      |       |                                                                        |                                                                         |
| 29 april Vriendschappelijk № 120 «onderlinge duels» 20:15 uur (UTC+1) | Zwitserland                                          | 2 – 3 | Portugal                                                               | Hardturm, Zürich Toeschouwers: 14.373 Scheidsrechter: Jean Tricot (FRA) |
| 29 april Vriendschappelijk № 120 «onderlinge duels» 20:15 uur (UTC+1) | Américo Lopes 39' (e.d.) Norbert Eschmann 87' (pen.) |       | 30' José Augusto Torres 35' António Simões 49' José Augusto de Almeida | Hardturm, Zürich Toeschouwers: 14.373 Scheidsrechter: Jean Tricot (FRA) |

|                                                                    |                       |       |                                         |                                                                            |
| 3 mei Vriendschappelijk № 121 «onderlinge duels» 16:00 uur (UTC+1) | België                | 1 – 2 | Portugal                                | Heizelstadion, Brussel Toeschouwers: 20.508 Scheidsrechter: Leo Horn (NED) |
| 3 mei Vriendschappelijk № 121 «onderlinge duels» 16:00 uur (UTC+1) | Paul Van Den Berg 67' |       | 22' Eusébio 76' José Augusto de Almeida | Heizelstadion, Brussel Toeschouwers: 20.508 Scheidsrechter: Leo Horn (NED) |

| |                                          |       |                                               |                                                                                               |
| 17 mei Vriendschappelijk 50-jarig jubileum Portugese Voetbalbond № 122 «onderlinge duels» 17:00 uur (UTC+1) | Portugal                                 | 3 – 4 | Engeland                                      | Estádio Nacional do Jamor, Oeiras Toeschouwers: 40.000 Scheidsrechter: Juan Gardeazábal (ESP) |
| 17 mei Vriendschappelijk 50-jarig jubileum Portugese Voetbalbond № 122 «onderlinge duels» 17:00 uur (UTC+1) | José Augusto Torres 18', 47' Eusébio 53' |       | 21', 57', 88' Johnny Byrne 29' Bobby Charlton | Estádio Nacional do Jamor, Oeiras Toeschouwers: 40.000 Scheidsrechter: Juan Gardeazábal (ESP) |

|                                                                                     |                                     |       |          |                                                                              |
| 31 mei Vriendschappelijk Taça das Nações № 123 «onderlinge duels» 15:00 uur (UTC−3) | Argentinië                          | 2 – 0 | Portugal | Maracanã, Rio de Janeiro Toeschouwers: 40.000 Scheidsrechter: Leo Horn (NED) |
| 31 mei Vriendschappelijk Taça das Nações № 123 «onderlinge duels» 15:00 uur (UTC−3) | Alfredo Rojas 58' Alberto Rendo 89' |       |          | Maracanã, Rio de Janeiro Toeschouwers: 40.000 Scheidsrechter: Leo Horn (NED) |

|                                                                                     |                |       |                    |                                                                                           |
| 4 juni Vriendschappelijk Taça das Nações № 124 «onderlinge duels» 21:00 uur (UTC−3) | Engeland       | 1 – 1 | Portugal           | Estádio do Pacaembu, São Paulo Toeschouwers: 25.000 Scheidsrechter: Armando Marques (BRA) |
| 4 juni Vriendschappelijk Taça das Nações № 124 «onderlinge duels» 21:00 uur (UTC−3) | Roger Hunt 58' |       | 42' Fernando Peres | Estádio do Pacaembu, São Paulo Toeschouwers: 25.000 Scheidsrechter: Armando Marques (BRA) |

|                                                                                     |                                        |       |                  |                                                                                     |
| 7 juni Vriendschappelijk Taça das Nações № 125 «onderlinge duels» 15:15 uur (UTC−3) | Brazilië                               | 4 – 1 | Portugal         | Maracanã, Rio de Janeiro Toeschouwers: 56.329 Scheidsrechter: Pierre Schwinte (FRA) |
| 7 juni Vriendschappelijk Taça das Nações № 125 «onderlinge duels» 15:15 uur (UTC−3) | Pelé 10' Jairzinho 21' Gérson 76', 80' |       | 27' Mário Coluna | Maracanã, Rio de Janeiro Toeschouwers: 56.329 Scheidsrechter: Pierre Schwinte (FRA) |

|                                                                        |                  |       |                       |                                                                                 |
| 15 november Vriendschappelijk № 126 «onderlinge duels» 15:00 uur (UTC) | Portugal         | 2 – 1 | Spanje                | Estádio das Antas, Porto Toeschouwers: 50.000 Scheidsrechter: Piet Roomer (NED) |
| 15 november Vriendschappelijk № 126 «onderlinge duels» 15:00 uur (UTC) | Eusébio 39', 70' |       | 25' Josep Maria Fusté | Estádio das Antas, Porto Toeschouwers: 50.000 Scheidsrechter: Piet Roomer (NED) |

### 1965
|                                                                          |                                                        |       |                  |                                                                                      |
| 24 januari WK 1966 kwalificatie № 127 «onderlinge duels» 15:30 uur (UTC) | Portugal                                               | 5 – 1 | Turkije          | Estádio Nacional, Oeiras Toeschouwers: 33.237 Scheidsrechter: Juan Gardeazábal (ESP) |
| 24 januari WK 1966 kwalificatie № 127 «onderlinge duels» 15:30 uur (UTC) | Mário Coluna 16' Eusébio 21', 63', 77' Jaime Graça 52' |       | 33' Fevzi Zemzem | Estádio Nacional, Oeiras Toeschouwers: 33.237 Scheidsrechter: Juan Gardeazábal (ESP) |

|                                                                          |         |             |          |                                                                                         |
| 19 april WK 1966 kwalificatie № 128 «onderlinge duels» 15:00 uur (UTC+2) | Turkije | 0 – 1       | Portugal | Ankara 19 Mayısstadion, Ankara Toeschouwers: 27.625 Scheidsrechter: Rachid Dachan (SYR) |
| 19 april WK 1966 kwalificatie № 128 «onderlinge duels» 15:00 uur (UTC+2) |         | 59' Eusébio |          | Ankara 19 Mayısstadion, Ankara Toeschouwers: 27.625 Scheidsrechter: Rachid Dachan (SYR) |

|                                                                          |                   |             |          |                                                                                    |
| 25 april WK 1966 kwalificatie № 129 «onderlinge duels» 16:00 uur (UTC+1) | Tsjecho-Slowakije | 0 – 1       | Portugal | Tehelné pole, Bratislava Toeschouwers: 56.975 Scheidsrechter: Atanas Stavrev (BUL) |
| 25 april WK 1966 kwalificatie № 129 «onderlinge duels» 16:00 uur (UTC+1) |                   | 20' Eusébio |          | Tehelné pole, Bratislava Toeschouwers: 56.975 Scheidsrechter: Atanas Stavrev (BUL) |

|                                                                         |                  |       |                 |                                                                                       |
| 13 juni WK 1966 kwalificatie № 130 «onderlinge duels» 17:30 uur (UTC+1) | Portugal         | 2 – 1 | Roemenië        | Estádio Nacional, Oeiras Toeschouwers: 45.646 Scheidsrechter: Michel Kitabdjian (FRA) |
| 13 juni WK 1966 kwalificatie № 130 «onderlinge duels» 17:30 uur (UTC+1) | Eusébio 14', 39' |       | 73' Sorin Avram | Estádio Nacional, Oeiras Toeschouwers: 45.646 Scheidsrechter: Michel Kitabdjian (FRA) |

|                                                                      |          |       |          |                                                                                 |
| 24 juni Vriendschappelijk № 131 «onderlinge duels» 17:30 uur (UTC+1) | Portugal | 0 – 0 | Brazilië | Estádio das Antas, Porto Toeschouwers: 45.000 Scheidsrechter: Karl Keller (SUI) |
| 24 juni Vriendschappelijk № 131 «onderlinge duels» 17:30 uur (UTC+1) |          |       |          | Estádio das Antas, Porto Toeschouwers: 45.000 Scheidsrechter: Karl Keller (SUI) |

|                                                                          |          |       |                   |                                                                              |
| 31 oktober WK 1966 kwalificatie № 132 «onderlinge duels» 15:00 uur (UTC) | Portugal | 0 – 0 | Tsjecho-Slowakije | Estádio das Antas, Porto Toeschouwers: 31.432 Scheidsrechter: Leo Horn (NED) |
| 31 oktober WK 1966 kwalificatie № 132 «onderlinge duels» 15:00 uur (UTC) |          |       |                   | Estádio das Antas, Porto Toeschouwers: 31.432 Scheidsrechter: Leo Horn (NED) |

|                                                                             |                 |       |                     |                                                                                            |
| 21 november WK 1966 kwalificatie № 133 «onderlinge duels» 14:00 uur (UTC+2) | Roemenië        | 2 – 0 | Portugal            | Stadionul 23 August, Boekarest Toeschouwers: 27.532 Scheidsrechter: Gottfried Dienst (SUI) |
| 21 november WK 1966 kwalificatie № 133 «onderlinge duels» 14:00 uur (UTC+2) | Ion Pîrcălab 1' |       | 43' Alexandru Badea | Stadionul 23 August, Boekarest Toeschouwers: 27.532 Scheidsrechter: Gottfried Dienst (SUI) |

### 1966
|                                                                      |                                                                                |       |           |                                                                                     |
| 12 juni Vriendschappelijk № 134 «onderlinge duels» 17:00 uur (UTC+1) | Portugal                                                                       | 4 – 0 | Noorwegen | Estádio do Jamor, Oeiras Toeschouwers: 20.000 Scheidsrechter: Gaspart Pintado (ESP) |
| 12 juni Vriendschappelijk № 134 «onderlinge duels» 17:00 uur (UTC+1) | Eusébio 9' Eusébio 36' José Augusto de Almeida 24' José Augusto de Almeida 63' |       |           | Estádio do Jamor, Oeiras Toeschouwers: 20.000 Scheidsrechter: Gaspart Pintado (ESP) |

|                                                                      |           |                         |          |                                                                                |
| 18 juni Vriendschappelijk № 135 «onderlinge duels» 19:30 uur (UTC+1) | Schotland | 0 – 1                   | Portugal | Hampden Park, Glasgow Toeschouwers: 23.332 Scheidsrechter: George McCabe (ENG) |
| 18 juni Vriendschappelijk № 135 «onderlinge duels» 19:30 uur (UTC+1) |           | 72' José Augusto Torres |          | Hampden Park, Glasgow Toeschouwers: 23.332 Scheidsrechter: George McCabe (ENG) |

|                                                                      |                    |       |                                          |                                                                                        |
| 21 juni Vriendschappelijk № 136 «onderlinge duels» 19:30 uur (UTC+1) | Denemarken         | 1 – 3 | Portugal                                 | Esbjerg Stadion, Esbjerg Toeschouwers: 14.500 Scheidsrechter: Günther Baumgärtel (FRG) |
| 21 juni Vriendschappelijk № 136 «onderlinge duels» 19:30 uur (UTC+1) | Ulrik le Fevre 58' |       | 12' Eusébio 56', 77' José Augusto Torres | Esbjerg Stadion, Esbjerg Toeschouwers: 14.500 Scheidsrechter: Günther Baumgärtel (FRG) |

|                                                                      |                                  |       |         |                                                                                 |
| 26 juni Vriendschappelijk № 137 «onderlinge duels» 17:00 uur (UTC+1) | Portugal                         | 3 – 0 | Uruguay | Estádio do Jamor, Oeiras Toeschouwers: 35.000 Scheidsrechter: Karl Keller (SUI) |
| 26 juni Vriendschappelijk № 137 «onderlinge duels» 17:00 uur (UTC+1) | José Augusto Torres 7', 57', 64' |       |         | Estádio do Jamor, Oeiras Toeschouwers: 35.000 Scheidsrechter: Karl Keller (SUI) |

|                                                                     |                        |       |          |                                                                                                   |
| 3 juli Vriendschappelijk № 138 «onderlinge duels» 21:00 uur (UTC+1) | Portugal               | 1 – 0 | Roemenië | Estádio do Futebol Clube do Porto, Porto Toeschouwers: 25.000 Scheidsrechter: Anton Bucheli (SUI) |
| 3 juli Vriendschappelijk № 138 «onderlinge duels» 21:00 uur (UTC+1) | José Augusto Torres 1' |       |          | Estádio do Futebol Clube do Porto, Porto Toeschouwers: 25.000 Scheidsrechter: Anton Bucheli (SUI) |

| Wereldkampioenschap voetbal 1966 |
| -------------------------------- |

|                                                                    |                 |       |                                                         |                                                                                   |
| 13 juli WK 1966 Groep C № 139 «onderlinge duels» 19:30 uur (UTC+1) | Hongarije       | 1 – 3 | Portugal                                                | Old Trafford, Manchester Toeschouwers: 29.886 Scheidsrechter: Leo Callaghan (WAL) |
| 13 juli WK 1966 Groep C № 139 «onderlinge duels» 19:30 uur (UTC+1) | Ferenc Bene 59' |       | 2', 66' José Augusto de Almeida 90' José Augusto Torres | Old Trafford, Manchester Toeschouwers: 29.886 Scheidsrechter: Leo Callaghan (WAL) |

|                                                                    |           |                                                            |          |                                                                                        |
| 16 juli WK 1966 Groep C № 140 «onderlinge duels» 15:00 uur (UTC+1) | Bulgarije | 0 – 3                                                      | Portugal | Old Trafford, Manchester Toeschouwers: 33.355 Scheidsrechter: José María Codesal (URU) |
| 16 juli WK 1966 Groep C № 140 «onderlinge duels» 15:00 uur (UTC+1) |           | 7' (e.d.) Ivan Voetsov 38' Eusébio 82' José Augusto Torres |          | Old Trafford, Manchester Toeschouwers: 33.355 Scheidsrechter: José María Codesal (URU) |

|                                                                    |                                     |       |           |                                                                                   |
| 19 juli WK 1966 Groep C № 141 «onderlinge duels» 19:30 uur (UTC+1) | Portugal                            | 3 – 1 | Brazilië  | Goodison Park, Liverpool Toeschouwers: 62.204 Scheidsrechter: George McCabe (ENG) |
| 19 juli WK 1966 Groep C № 141 «onderlinge duels» 19:30 uur (UTC+1) | António Simões 15' Eusébio 27', 85' |       | 70' Rildo | Goodison Park, Liverpool Toeschouwers: 62.204 Scheidsrechter: George McCabe (ENG) |

|                                                                        |                                                           |       |                                                       |                                                                                       |
| 23 juli WK 1966 Kwartfinale № 142 «onderlinge duels» 15:00 uur (UTC+1) | Portugal                                                  | 5 – 3 | Noord-Korea                                           | Goodison Park, Liverpool Toeschouwers: 51.780 Scheidsrechter: Menahem Ashkenazi (ISR) |
| 23 juli WK 1966 Kwartfinale № 142 «onderlinge duels» 15:00 uur (UTC+1) | Eusébio 27', 43' (pen.), 56', 59' (pen.) José Augusto 80' |       | Pak Seung-Zin 1' Li Dong-Woon 22' Yang Seung-Kook 25' | Goodison Park, Liverpool Toeschouwers: 51.780 Scheidsrechter: Menahem Ashkenazi (ISR) |

|                                                                         |                         |       |                    |                                                                                    |
| 26 juli WK 1966 Halve finale № 143 «onderlinge duels» 19:30 uur (UTC+1) | Engeland                | 2 – 1 | Portugal           | Wembley Stadium, Londen Toeschouwers: 94.493 Scheidsrechter: Pierre Schwinte (FRA) |
| 26 juli WK 1966 Halve finale № 143 «onderlinge duels» 19:30 uur (UTC+1) | Bobby Charlton 30', 79' |       | 82' (pen.) Eusébio | Wembley Stadium, Londen Toeschouwers: 94.493 Scheidsrechter: Pierre Schwinte (FRA) |

|                                                                         |                                    |       |                       |                                                                                    |
| 28 juli WK 1966 Troostfinale № 144 «onderlinge duels» 19:30 uur (UTC+1) | Portugal                           | 2 – 1 | Sovjet-Unie           | Wembley Stadium, Londen Toeschouwers: 87.696 Scheidsrechter: Kenneth Dagnall (ENG) |
| 28 juli WK 1966 Troostfinale № 144 «onderlinge duels» 19:30 uur (UTC+1) | Eusébio 12' (pen.) José Torres 89' |       | 43' Edoeard Malafejew | Wembley Stadium, Londen Toeschouwers: 87.696 Scheidsrechter: Kenneth Dagnall (ENG) |

|  |  |  |  |  |  |  |  |  |

|                                                                             |                 |       |                          |                                                                                     |
| 13 november EK 1968 kwalificatie № 145 «onderlinge duels» 15:30 uur (UTC+1) | Portugal        | 1 – 2 | Zweden                   | Estádio do Jamor, Oeiras Toeschouwers: 12.444 Scheidsrechter: Jacques Colling (LUX) |
| 13 november EK 1968 kwalificatie № 145 «onderlinge duels» 15:30 uur (UTC+1) | Jaime Graça 21' |       | 29', 86' Inge Danielsson | Estádio do Jamor, Oeiras Toeschouwers: 12.444 Scheidsrechter: Jacques Colling (LUX) |

### 1967
|                                                                       |                       |       |             |                                                                                 |
| 27 maart Vriendschappelijk № 146 «onderlinge duels» 15:00 uur (UTC+1) | Italië                | 1 – 1 | Portugal    | Olympisch Stadion, Rome Toeschouwers: 65.000 Scheidsrechter: James Finney (ENG) |
| 27 maart Vriendschappelijk № 146 «onderlinge duels» 15:00 uur (UTC+1) | Renato Cappellini 74' |       | 24' Eusébio | Olympisch Stadion, Rome Toeschouwers: 65.000 Scheidsrechter: James Finney (ENG) |

|                                                                        |                     |       |                    |                                                                               |
| 1 juni EK 1968 kwalificatie № 147 «onderlinge duels» 19:00 uur (UTC+1) | Zweden              | 1 – 1 | Portugal           | Råsundastadion, Solna Toeschouwers: 49.689 Scheidsrechter: Kevin Howley (ENG) |
| 1 juni EK 1968 kwalificatie № 147 «onderlinge duels» 19:00 uur (UTC+1) | Ingvar Svensson 90' |       | 20' Custódio Pinto | Råsundastadion, Solna Toeschouwers: 49.689 Scheidsrechter: Kevin Howley (ENG) |

|                                                                        |                 |       |                  |                                                                              |
| 8 juni EK 1968 kwalificatie № 148 «onderlinge duels» 19:00 uur (UTC+1) | Noorwegen       | 1 – 2 | Portugal         | Ullevaalstadion, Oslo Toeschouwers: 30.495 Scheidsrechter: Willie Syme (SCO) |
| 8 juni EK 1968 kwalificatie № 148 «onderlinge duels» 19:00 uur (UTC+1) | Odd Iversen 35' |       | 15', 60' Eusébio | Ullevaalstadion, Oslo Toeschouwers: 30.495 Scheidsrechter: Willie Syme (SCO) |

|                                                                             |                                         |       |                 |                                                                                       |
| 12 november EK 1968 kwalificatie № 149 «onderlinge duels» 15:00 uur (UTC+1) | Portugal                                | 2 – 1 | Noorwegen       | Estádio das Antas, Porto Toeschouwers: 34.126 Scheidsrechter: Michel Kitabdjian (FRA) |
| 12 november EK 1968 kwalificatie № 149 «onderlinge duels» 15:00 uur (UTC+1) | José Augusto Torres 30' Jaime Graça 64' |       | 40' Olav Nilsen | Estádio das Antas, Porto Toeschouwers: 34.126 Scheidsrechter: Michel Kitabdjian (FRA) |

|                                                           |                        |       |          |                                                                                               |
| 26 november EK 1968 kwalificatie № 150 «onderlinge duels» | Bulgarije              | 1 – 0 | Portugal | Vasil Levski Nationaal Stadion, Sofia Toeschouwers: 39.795 Scheidsrechter: Anvar Zverev (URS) |
| 26 november EK 1968 kwalificatie № 150 «onderlinge duels» | Dinko Dermendzhiev 63' |       |          | Vasil Levski Nationaal Stadion, Sofia Toeschouwers: 39.795 Scheidsrechter: Anvar Zverev (URS) |

|                                                                             |           |       |          |                                                                                                |
| 17 december EK 1968 kwalificatie № 151 «onderlinge duels» 15:30 uur (UTC+1) | Bulgarije | 0 – 0 | Portugal | Estádio Nacional do Jamor, Oeiras Toeschouwers: 13.408 Scheidsrechter: Antonio Sbardella (ITA) |
| 17 december EK 1968 kwalificatie № 151 «onderlinge duels» 15:30 uur (UTC+1) |           |       |          | Estádio Nacional do Jamor, Oeiras Toeschouwers: 13.408 Scheidsrechter: Antonio Sbardella (ITA) |

### 1968
|                                                                      |                         |       |          |                                                                                        |
| 30 juni Vriendschappelijk № 152 «onderlinge duels» 16:00 uur (UTC+2) | Brazilië                | 2 – 0 | Portugal | Estádio Salaza, Maputo Toeschouwers: 60.000 Scheidsrechter: Adolfo Bueno Perales (ESP) |
| 30 juni Vriendschappelijk № 152 «onderlinge duels» 16:00 uur (UTC+2) | Rivelino 57' Tostão 87' |       |          | Estádio Salaza, Maputo Toeschouwers: 60.000 Scheidsrechter: Adolfo Bueno Perales (ESP) |

|                                                                            |                                          |       |          |                                                                                   |
| 27 oktober WK 1970 kwalificatie № 153 «onderlinge duels» 15:30 uur (UTC+1) | Portugal                                 | 3 – 0 | Roemenië | Estádio Nacional, Oeiras Toeschouwers: 32.222 Scheidsrechter: Leo Callaghan (WAL) |
| 27 oktober WK 1970 kwalificatie № 153 «onderlinge duels» 15:30 uur (UTC+1) | Jacinto Santos 21', 67' Jacinto João 33' |       |          | Estádio Nacional, Oeiras Toeschouwers: 32.222 Scheidsrechter: Leo Callaghan (WAL) |

|                                                                             |                                                                             |       |                                         | |
| 11 december WK 1970 kwalificatie № 154 «onderlinge duels» 15:00 uur (UTC+2) | Griekenland                                                                 | 4 – 2 | Portugal                                | Georgios Karaiskákisstadion, Piraeus Toeschouwers: 36.750 Scheidsrechter: Gerhard Schulenburg (FRG) |
| 11 december WK 1970 kwalificatie № 154 «onderlinge duels» 15:00 uur (UTC+2) | Mimis Papaioannou 33' Giorgos Dedes 39', 61' José Augusto Torres 49' (e.d.) |       | 18' José Augusto de Almeida 64' Eusébio | Georgios Karaiskákisstadion, Piraeus Toeschouwers: 36.750 Scheidsrechter: Gerhard Schulenburg (FRG) |

### 1969
|                                                                      |          |       |        |                                                                                     |
| 6 april Vriendschappelijk № 155 «onderlinge duels» 17:00 uur (UTC+1) | Portugal | 0 – 0 | Mexico | Estádio Nacional, Oeiras Toeschouwers: 30.000 Scheidsrechter: Gaspart Pintado (ESP) |
| 6 april Vriendschappelijk № 155 «onderlinge duels» 17:00 uur (UTC+1) |          |       |        | Estádio Nacional, Oeiras Toeschouwers: 30.000 Scheidsrechter: Gaspart Pintado (ESP) |

|                                                                          |          |                              |             |                                                                                       |
| 16 april WK 1970 kwalificatie № 156 «onderlinge duels» 21:30 uur (UTC+1) | Portugal | 0 – 2                        | Zwitserland | Estádio José Alvalade, Lissabon Toeschouwers: 9.324 Scheidsrechter: Jack Taylor (ENG) |
| 16 april WK 1970 kwalificatie № 156 «onderlinge duels» 21:30 uur (UTC+1) |          | 21', 36' Georges Vuilleumier |             | Estádio José Alvalade, Lissabon Toeschouwers: 9.324 Scheidsrechter: Jack Taylor (ENG) |

|                                                                       |                                |       |                                             |                                                                                                   |
| 4 mei WK 1970 kwalificatie № 157 «onderlinge duels» 17:00 uur (UTC+1) | Portugal                       | 2 – 2 | Griekenland                                 | Estádio do Futebol Clube do Porto, Porto Toeschouwers: 6.221 Scheidsrechter: Moncef Ben Ali (TUN) |
| 4 mei WK 1970 kwalificatie № 157 «onderlinge duels» 17:00 uur (UTC+1) | Eusébio 82' Fernando Peres 87' |       | 69' Vasilis Botinos 74' Kostas Eleftherakis | Estádio do Futebol Clube do Porto, Porto Toeschouwers: 6.221 Scheidsrechter: Moncef Ben Ali (TUN) |

|                                                                            |                    |       |          |                                                                                       |
| 12 oktober WK 1970 kwalificatie № 158 «onderlinge duels» 15:30 uur (UTC+2) | Roemenië           | 1 – 0 | Portugal | Stadionul 23 August, Boekarest Toeschouwers: 58.573 Scheidsrechter: Ratko Čanak (YUG) |
| 12 oktober WK 1970 kwalificatie № 158 «onderlinge duels» 15:30 uur (UTC+2) | Nicolae Dobrin 30' |       |          | Stadionul 23 August, Boekarest Toeschouwers: 58.573 Scheidsrechter: Ratko Čanak (YUG) |

|                                                                            |                      |       |             |                                                                      |
| 2 november WK 1970 kwalificatie № 159 «onderlinge duels» 14:30 uur (UTC+1) | Zwitserland          | 1 – 1 | Portugal    | Wankdorf, Bern Toeschouwers: 28.807 Scheidsrechter: Bo Nilsson (SWE) |
| 2 november WK 1970 kwalificatie № 159 «onderlinge duels» 14:30 uur (UTC+1) | Friedrich Künzli 88' |       | 41' Eusébio | Wankdorf, Bern Toeschouwers: 28.807 Scheidsrechter: Bo Nilsson (SWE) |

|                                                                          |                     |       |          |                                                                                  |
| 10 december Vriendschappelijk № 160 «onderlinge duels» 19:45 uur (UTC+1) | Engeland            | 1 – 0 | Portugal | Wembley Stadium, Londen Toeschouwers: 100.000 Scheidsrechter: Roger Mouton (FRA) |
| 10 december Vriendschappelijk № 160 «onderlinge duels» 19:45 uur (UTC+1) | Jackie Charlton 24' |       |          | Wembley Stadium, Londen Toeschouwers: 100.000 Scheidsrechter: Roger Mouton (FRA) |

UEFA: Albanië · België · Bulgarije · Cyprus · Denemarken · West-Duitsland · Duitse Democratische Republiek · Engeland · Finland · Frankrijk · Griekenland · Hongarije · Ierland · IJsland · Italië · Joegoslavië · Luxemburg · Malta · Nederland · Noord-Ierland · Noorwegen · Oostenrijk · Polen · Portugal · Roemenië · Schotland · Sovjet-Unie · Spanje · Tsjecho-Slowakije · Turkije · Wales · Zweden · Zwitserland

CAF: Madagaskar AFC: Israël

FPF · A-internationals · Selecties · Statistieken · Bondscoaches · Portugees vrouwenelftal · Olympisch elftal · Portugal U21 · Portugal U20 · Portugal U19 · Portugal U18 · Portugal U17 · Vrouwen U17
1921 – 1929 · 
1930 – 1939 · 
1940 – 1949 · 
1950 – 1959 · 
1960 – 1969 · 
1970 – 1979 · 
1980 – 1989 · 
1990 – 1999 · 
2000 – 2009 · 
2010 – 2019 · 
2020 – 2029
EK's: 1984 · 
1996 · 
2000 · 
2004 · 
2008 · 
2012 · 
2016 · 
2020 · 
2024
WK's: 1966 · 
1986 · 
2002 · 
2006 · 
2010 · 
2014 · 
2018 · 
2022
OS: 1928 · 
1996 · 
2004 · 
2016
1921 · 
1922 · 
1923 · 
1924 · 
1925 · 
1926 · 
1927 · 
1928 · 
1929 · 
1930 · 
1931 · 
1932 · 
1933 · 
1934 · 
1935 · 
1936 · 
1937 · 
1938 · 
1939 · 
1940 · 
1942 · 
1943 · 1944 · 
1945 · 
1946 · 
1947 · 
1948 · 
1949 ·
1950 · 
1951 · 
1952 · 
1953 · 
1954 · 
1955 · 
1956 · 
1957 · 
1958 · 
1959 ·
1960 · 
1961 · 
1962 ·
1963 ·
1964 · 
1965 · 
1966 · 
1967 · 
1968 · 
1969 ·
1970 · 
1971 · 
1972 · 
1973 · 
1974 · 
1975 · 
1976 · 
1977 · 
1978 · 
1979 ·
1980 · 
1981 · 
1982 · 
1983 · 
1984 · 
1985 · 
1986 · 
1987 · 
1988 · 
1989 · 
1990 · 
1991 ·
1992 · 
1993 · 
1994 · 
1995 · 
1996 · 
1997 · 
1998 · 
1999 · 
2000 · 
2001 · 
2002 · 
2003 · 
2004 · 
2005 · 
2006 · 
2007 · 
2008 · 
2009 · 
2010 · 
2011 · 
2012 · 
2013 ·
2014 ·
2015 ·
2016 ·
2017 ·
2018 ·
2019 ·
2020 ·
2021 ·
2022
Albanië ·
Algerije ·
Andorra ·
Angola ·
Argentinië ·
Armenië ·
Azerbeidzjan ·
België ·
Bolivia ·
Bosnië-Herzegovina ·
Brazilië ·
Bulgarije ·
Canada ·
Chili ·
China ·
Cyprus ·
DDR ·
Denemarken ·
Duitsland ·
Ecuador ·
Egypte ·
Engeland ·
Estland ·
Faeröer ·
Finland ·
Frankrijk ·
Gabon ·
Georgië ·
Ghana ·
Gibraltar ·
Griekenland ·
Hongarije ·
Ierland ·
IJsland ·
Iran ·
Israël ·
Italië ·
Ivoorkust ·
Joegoslavië ·
Kaapverdië ·
Kameroen ·
Kazachstan ·
Koeweit ·
Kroatië ·
Letland ·
Liechtenstein ·
Litouwen ·
Luxemburg ·
Malta ·
Marokko ·
Mexico ·
Moldavië ·
Mozambique ·
Nederland ·
Nieuw-Zeeland ·
Nigeria ·
Noord-Ierland ·
Noord-Korea ·
Noord-Macedonië ·
Noorwegen ·
Oekraïne ·
Oostenrijk ·
Panama ·
Paraguay ·
Polen ·
Qatar ·
Roemenië ·
Rusland ·
Saoedi-Arabië ·
Schotland ·
Servië ·
Slovenië ·
Slowakije ·
Sovjet-Unie ·
Spanje ·
Tsjechië ·
Tsjecho-Slowakije ·
Tunesië ·
Turkije ·
Uruguay ·
Verenigde Staten ·
Wales ·
Zuid-Afrika ·
Zuid-Korea ·
Zweden ·
Zwitserland
Angola (2006) ·
België (2021) ·
Brazilië (2010) · 
Denemarken (2012) ·
Duitsland (2006) ·
Duitsland (2008) ·
Duitsland (2012) ·
Duitsland (2014) ·
Duitsland (2021) ·
Engeland (2000) ·
Engeland (2006) ·
Frankrijk (2006) ·
Frankrijk (2016) ·
Frankrijk (2021)  ·
Ghana (2014) ·
Griekenland (2004, 2) · 
Hongarije (2021) · 
IJsland (2016) · 
Iran (2006) ·
Iran (2018) ·
Marokko (2018) ·
Marokko (2022) ·
Mexico (2006) ·
Nederland (2006) ·
Nederland (2012) ·
Oostenrijk (2016) · 
Spanje (2012) · 
Spanje (2018) ·
Tsjechië (2008) ·
Tsjechië (2012) · 
Turkije (2008) ·
Verenigde Staten (2014) ·
Uruguay (2018) ·
Zuid-Korea (2022) · 
Zwitserland (2008) · 
Zwitserland (2022)